# Now: Live in Nottingham
Now: Live in Nottingham es el segundo álbum en vivo de la banda británica de rock progresivo Asia y fue publicado en 1997.   El álbum fue grabado durante el concierto en el que se reunieron los integrantes originales después de su separación y que se efectuó en Nottingham, Inglaterra, el cual fue el primero de su gira por Europa en 1990.
El álbum fue publicado en 1990 bajo el nombre de Now, como promoción de la gira europea que el grupo realizó en ese mismo año, sin embargo, en 1997 se lanzó como disco oficial.

## Lista de canciones
| Side one |                                |                                            |          |  |
| N.º      | Título                         | Escritor(es)                               | Duración |  |
| 1.       | «Wildest Dreams»               | John Wetton / Geoff Downes                 | 5:02     |  |
| 2.       | «Sole Survivor»                | Wetton / Downes                            | 5:51     |  |
| 3.       | «Don't Cry»                    | Wetton / Downes                            | 3:49     |  |
| 4.       | «Voice of America»             | Wetton / Downes                            | 4:29     |  |
| 5.       | «Time Again»                   | Wetton / Downes / Carl Palmer / Steve Howe | 5:03     |  |
| 6.       | «Prayin' 4 a Miracle»          | Wetton / David Cassidy / Sue Shifrin       | 4:09     |  |
| 7.       | «The Smile Has Left Your Eyes» | John Wetton                                | 3:00     |  |
| 8.       | «Only Time Will Tell»          | Wetton / Downes                            | 4:49     |  |
| 9.       | «Days Like These»              | Steve Jones                                | 3:41     |  |
| 10.      | «The Heat Goes On»             | Wetton / Downes                            | 6:29     |  |
| 11.      | «Go»                           | Wetton / Downes                            | 4:17     |  |
| 12.      | «Heat of the Moment»           | Wetton / Downes                            | 4:42     |  |
| 13.      | «Open Your Eyes»               | Wetton / Downes                            | 6:28     |  |

## Formación
- John Wetton — voz principal y bajo
- Geoff Downes — teclado y coros
- Carl Palmer — batería
- Steve Howe — guitarra
- Pat Thrall — guitarra